# Ferry (Alaska)
Ferry is een plaats (census-designated place) in de Amerikaanse staat Alaska, en valt bestuurlijk gezien onder Denali Borough.

## Demografie
Bij de volkstelling in 2000 werd het aantal inwoners vastgesteld op 29.

## Geografie
Volgens het United States Census Bureau beslaat de plaats een oppervlakte van
177,3 km², geheel bestaande uit land.

## Plaatsen in de nabije omgeving
De onderstaande figuur toont nabijgelegen plaatsen in een straal van 72 km rond Ferry.